# The Trammps
The Trammps var en amerikansk disco- och Philadelphia soul-grupp bildad i Philadelphia 1972, samma år kom derar första hit  "Zing! Went the Strings of My Heart". Gruppen var en av föregångarna inom discogenren. 1973 släppte de sin första discosingel "Love Epidemic".
Låtarna "Hold Back the Night" och "That's Where the Happy People Go" från 1975 blev mindre hits. Året var 1977 då gruppens mest kända låt kom, "Disco Inferno", en nästan 12 minuter lång discolåt. Låten var med på soundtracket till dansfilmen Saturday Night Fever och det bidrog starkt till att låten blev så populär. Gruppen upplöstes 1980.
Den 19 september 2005 var gruppens kända låt "Disco Inferno" invald i "Dance Music Hall of Fame" vid en ceremoni i New York. Under ceremonin var de ursprungliga bandmedlemmarna tillsammans för första gången på tjugofem år.
Den 8 mars 2012 dog sångaren Jimmy Ellis på ett äldreboende i Rock Hill, South Carolina, vid en ålder av 74. Dödsorsaken var inte omedelbart känt, men han led av Alzheimers sjukdom

## Diskografi, album
- The Legendary Zing Album (1975)
- Trammps (1975)
- Where the Happy People Go (1976)
- Disco Inferno (1976)
- The Trammps III (1977)
- The Best of the Trammps (1978)
- The Whole World's Dancing (1979)
- Mixin' It Up (1980)
- Slipping Out (1980)